# 2n Japan Record Awards
El 2n Japan Record Awards es va celebrar el 30 de desembre de l'any 1960. En la gala es van reconèixer i premiar els mèrits dels cantants d'aquell 1960. La gala fou retransmesa per la cadena TBS. Kazuko Matsuo i Hiroshi Wada & His Mahina Stars van ser els guanyadors d'aquella edició amb la cançó Dare yori mo Kimi wo aisu.

## Guardonats

### Japan Record Awards
- Kazuko Matsuo i Hiroshi Wada & His Mahina Stars: Dare yori mo Kimi wo aisu.
  - Lletra: Kōhan Kawauchi
  - Música: Tadashi Yoshida

### Premi al Millor Vocalista
- Hibari Misora: Aishû wa toba
  - Lletra: Miyuki Ishimoto
  - Música: Tōru Funamura

### Premi a l'Artista Novell
- Yukio Hashi: Itakogasa
  - Lletra: Takao Saeki
  - Música: Tadashi Yoshida

### Premi al Millor Compositor
- Chiyoko Shimakura: Shiroi Koyubi no Uta
  - Lletra: Shinichi Sekizawa
  - Música: Masao Koga

### Premi a la Planificació
- Akira Kobayashi: Danchone bushi, Zundoko bushi
  - Casa discogràfica: Nippon Columbia[2]

### Premi a la Cançó Infantil
- Fumiko Mizukami i King Hōzuki-kai: Yûran Bus
  - Lletra: Junichi Kobayashi
  - Música: Yoshinao Nakada